# أوليفيي روبول
أوليفيي روبول (1925 - 1992) فيلسوف فرنسي، كان مهتما بفلسفة آلان إميل شارتيي، وبالخطابة وفلسفة التربية. بدأ حياته المهنية بالتدريس في جامعة تونس. ثم صار أستاذا بجامعة مونتريال، حيث ساهمت دروسه، إلى جانب برنار كارنوا Bernard Carnois، في التعريف بفلسفة كانط العملية. وبعد ذلك، شغل منصب أستاذ جامعي في جامعة العلوم الإنسانية في ستراسبورغ، وهو المنصب الذي شغله حتى وفاته.

## مؤلفاته
وقد ألف روبول مجموعة من الكتب نذكر منها:

- الإنسان وأهواؤه حسب آلان (جزءان).

- كانط ومشكل الشر.

- فلسفة التربية.

- الخطابة.

- مدخل إلى الخطابة (مترجم).